# Star Trek: Titan
Star Trek: Titan ist eine US-amerikanische Science-Fiction-Romanreihe, die im fiktiven Star-Trek-Universum spielt und seit 2005 veröffentlicht wird. Im Zentrum der gegen Ende des 24. Jahrhunderts angesiedelten Handlung steht das titelgebende Sternenflottenraumschiff U.S.S. Titan, das am Ende des zehnten Star-Trek-Kinofilms Nemesis erstmals erwähnt wird. Innerhalb der Reihe Titan erschienen bislang acht Romane auf Englisch und sieben davon auf Deutsch. In anderen Star-Trek-Romanreihen wie etwa  The Next Generation, zu denen Crossover bestehen, wird die Titan ebenfalls thematisiert.

## Inhalt
Im Kinofilm Nemesis wird William T. Riker, bis dahin im Range eines Commanders und erster Offizier auf der Enterprise-E, zum Captain befördert. Er erhält das Kommando über das Sternenflottenraumschiff U.S.S. Titan NCC-80102, das zur Luna-Klasse gehört und hauptsächlich auf Forschungsmissionen im Beta-Quadranten unterwegs ist, fernab vom Zentrum des Föderationsgebiets. Seinen Dienst auf der Titan tritt er zusammen mit seiner Frau Deanna Troi an, die fortan als Schiffsberaterin und als leitende Diplomatin fungiert und ebenfalls von der Enterprise kommt. Im Jahr 2381 wird ihre gemeinsame Tochter Natasha Miana geboren. Die menschliche Frau Christine Vale ist im Range eines Commanders erste Offizierin. Der vulkanische Commander Tuvok, zuvor auf der Voyager tätig, ist zweiter und taktischer Offizier. Leitender Mediziner an Bord ist Lt. Commander Dr. Shenti Yisec Eres Ree, ein männliches Individuum der reptiloiden Spezies Pahkwa-thanh. Sicherheitschef auf der Titan ist der unvereinigte, männliche Trill (Lt.) Cdr. Ranul Keru. Chefingenieur ist der Efrosianer Xin Ra-Havreii. Die Elaysianerin Lt. Cdr. Melora Pazlar ist als Wissenschaftsoffizierin tätig.
In den drei Star-Trek-Roman-Miniserien Destiny, Typhon Pact und The Fall, bei denen es sich um Crossover zwischen mehreren Romanreihen handelt, sind auch Titan-bezogene Geschichten enthalten. In The Fall wird Riker zum Admiral befördert.

## Titelübersicht
Die Romane sind nach der Haupthandlungszeit geordnet.
| Sprache                         | Englisch           | Englisch     | Deutsch    | Deutsch              | Deutsch    |                   |                                                                                      |
| Verlag                          | Pocket Books       | Pocket Books | Cross Cult | Cross Cult           | Cross Cult |                   |                                                                                      |
| Autor(en)                       | Titel              | Veröff.      | Nr.        | Titel                | Veröff.    | Zeit der Handlung | Bemerkung                                                                            |
| ------------------------------- | ------------------ | ------------ | ---------- | -------------------- | ---------- | ----------------- | ------------------------------------------------------------------------------------ |
| Michael A. Martin, Andy Mangels | Taking Wing        | Apr. 2005    | 1          | Eine neue Ära        | Nov. 2008  | 2379/80           |                                                                                      |
| Michael A. Martin, Andy Mangels | The Red King       | Okt. 2005    | 2          | Der Rote König       | März 2009  | 2380              |                                                                                      |
| Christopher L. Bennett          | Orion’s Hounds     | Jan. 2006    | 3          | Die Hunde des Orion  | Mai 2009   | 2380              |                                                                                      |
| Geoffrey Thorne                 | Sword of Damocles  | Dez. 2007    | 4          | Schwert des Damokles | Aug. 2009  | 2380              |                                                                                      |
| Christopher L. Bennett          | Over a Torrent Sea | Feb. 2009    | 5          | Stürmische See       | Dez. 2010  | 2381              |                                                                                      |
| James Swallow                   | Synthesis          | Okt. 2009    | 6          | Synthese             | Aug. 2011  | 2381              |                                                                                      |
| Michael A. Martin               | Fallen Gods        | Juli 2012    | 7          | Gefallene Götter     | Juli 2014  | 2382              |                                                                                      |
| John Jackson Miller             | Absent Enemies     | Feb. 2014    |            | Abwesende Feinde     | Juli 2016  | 2385              | Einzeln nur als E-Book. Gedruckt auch als Teil des Bandes 3 Captains, 3 Geschichten. |
| James Swallow                   | Sight Unseen       | Okt. 2015    |            | Aus der Dunkelheit   | Nov. 2017  | 2386              |                                                                                      |
| David Alan Mack                 | Fortune of War     | Nov. 2017    |            | Kriegsglück          | Aug. 2020  |                   |                                                                                      |

## Entstehungshintergrund
Pocket-Books-Herausgeber Marco Palmieri verfolgte mit der Reihe Titan das Ziel, der ursprünglichen Mission der Sternenflotte – bestehend aus friedvoller Erforschung, Diplomatie und Wissenserweiterung – neue Geltung zu verschaffen, nachdem die vorher spielenden Star-Trek-Fernseh- und -Romanserien zuletzt von Kriegsgeschehen dominiert waren, darunter dem Dominion-Krieg in Deep Space Nine und dem Konflikt mit den Romulanern in Nemesis.